# ジーロング・コリア
ジーロング・コリア（英語: Geelong-Korea、朝鮮語: 질롱 코리아）は、オーストラリアン・ベースボールリーグ（ABL）に加盟していたプロ野球チームである。本拠地は、オーストラリアビクトリア州ジーロングのジーロング・ベースボール・パーク。2018-2019シーズン前に創設され、加入した。全ての選手が韓国人のチームであるが、監督・コーチは外国人も含まれる。
2020-2021、2021-2022の2シーズンはCOVID-19の流行により活動休止したが、2022-2023シーズンから活動を再開した。しかし2023-2024シーズンのABLに参加しないこととなり、以降は活動しない。

## 選手名鑑

### 現役選手
- 權輝（2018 - 2019）
- 權光旻（2018 - 2019）
- 金仁範（2019 - 2020）
- 梁志聿（2019 - 2020）
- 朱聖元（2019 - 2020）
- 金周亨（2019 - 2020）
- 全炳祐（2019 - 2020）
- 林志列（2019 - 2020）
- 盧景銀（2019 - 2020）
- 許民赫（2019 - 2020）
- 白昇玄（2019 - 2020）
- 洪昌基（2019 - 2020）
- 李栽源（2019 - 2020）
- 朴宣旴（2019 - 2020）
- 裵眩好（2019 - 2020）
- 李寅福（2019 - 2020）
- 金旻洙（2019 - 2020）
- 高承慜（2019 - 2020）
- 秋材賢（2019 - 2020）
- 朴聲雄（2019 - 2020）
- 裴智桓（2019 - 2020）
- 呉允成（2022 - 2023）
- 金示仰（2022 - 2023）
- 申峻宇（2022 - 2023）
- 朴朱紅（2022 - 2023）
- 朴燦爀（2022 - 2023）
- 河載勲（2022 - 2023）
- 曺邢宇（2022 - 2023）
- 宋燦義（2022 - 2023）
- 金起演（2022 - 2023）
- 金周成（2022 - 2023）
- 金太現（2022 - 2023）
- 河俊守（朝鮮語版）（2022 - 2023）
- 徐浩喆（2022 - 2023）
- 呉獎韓（2022 - 2023）
- 金昇賢（2022 - 2023）
- 李泰奎（2022 - 2023）
- 劉志成（2022 - 2023）
- 崔智旻（2022 - 2023）
- 金奎成（2022 - 2023）
- 金夕煥（2022 - 2023）
- 金晉旭（2022 - 2023）
- 金珉錫（2022 - 2023）
- 金曙辰（2022 - 2023）
- 金縡營（2022 - 2023）
- 朴允哲（2022 - 2023）
- 李承官（2022 - 2023）
- 呉世訓（2022 - 2023）
- 梁冏瑁（2022 - 2023）
- 鄭伊媓（2022 - 2023）
- 朴相彦（2022 - 2023）
- 許官會（2022 - 2023）
- 金泰延（2022 - 2023）
- 朴正賢（2022 - 2023）
- 李振榮（2022 - 2023）
- 劉祥斌（2022 - 2023）
- 張眞爀（2022 - 2023）
- 李元碩（2022 - 2023）

### 過去に所属していた選手
- 崔俊蓆（2018 - 2019）
- 金鎭尤（2018 - 2019）
- 禹東均（2018 - 2019）
- 李宰坤（2018 - 2019）
- 具臺晟（2018 - 2019）
- 朴廷培（2019 - 2020）
- 朴哉昱（2019 - 2020）
- 鄭太勝（2019 - 2020）
- 金大陸（2019 - 2020）
- 許一（2019 - 2020）
- 徐俊源（2022 - 2023）

## 歴代監督
- 具臺晟（2018 - 2019）
- グレイム・ロイド（英語版）（2019 - 2020）
- 李炳圭（2022 - 2023)